# Gladys Palmer
Gladys Palmer

Zeitgenössische Fotografie

Link zum Bild. Archiviert vom Original am 30. September 2012.

(Bitte Urheberrechte beachten)
Gladys Palmer (* vor 1935 Kingston (Jamaika); † nach 1946) war eine US-amerikanische Jazz- und Rhythm-and-Blues-Sängerin, Pianistin und Komponistin.

## Leben
Gladys Palmer kam im Alter von sieben Jahren in die Vereinigten Staaten; ihre Mutter war Sängerin, ihr Vater Pianist, der seiner Tochter Unterricht gab. In den USA setzte sie – beeinflusst von Duke Ellington und Fats Waller – diese Ausbildung fort. Sie schrieb die Boogie-Woogie-Komposition „Palmer's Boogie“, die später auf Miracle Records erschien. Schon während ihrer Zeit auf der Highschool trat sie professionell als Sängerin auf und hatte ein längeres Engagement im Biltmore Hotel in Atlanta, wo sie von den Produzenten J. Mayo Williams und Dave Kapp von Decca Records entdeckt wurde. Sie brachten sie nach Chicago, um sie 1935 als Solistin aufzunehmen; 1937 folgte eine Session mit Roy Eldridge („That Thing“/„After You’ve Gone“).
Palmer ließ sich dann in Chicago nieder und trat längere Zeit im Three Deuces auf. Von 1937 bis 1940 hatte sie Engagements in New Yorker Clubs und kehrte dann nach Chicago zurück.
Von 1942 bis 1946 lebte sie in Hollywood, kam aber gelegentlich für Auftritte nach Chicago, wie 1943 und erneut 1946 für ihre Aufnahmen beim Label Miracle. Sie nahm den Torch Song „Fool That I Am“ auf, bei dem sie vom Floyd Hunt Quartett mit dem Pianisten Sonny Thompson und dem Bassisten Eddie Calhoun begleitet wurde, mit ihrer Komposition „Harlem Breakdown“ als B-Seite. „Fool That I Am“ erreichte im Herbst 1947 #3 in den Billboard „Race Records“ Juke Box Charts.
Obwohl Gladys Palmer dem Label Miracle einen Hit beschert hatte, waren ihre weiteren Aufnahmen weniger erfolgreich. In den späteren Jahren wurden ihre Aufnahmen nach dem Ende des Miracle-Labels nicht wiederveröffentlicht und sie geriet in Vergessenheit.

## Diskographische Hinweise
- L'Histoire du jazz vocal. The Story of Vocal Jazz: Part 1 (1911–1940) (Le Chant du Monde)